# Gistel
Gistel is een plaats en stad in de Belgische provincie West-Vlaanderen. Deze polderstad telt ongeveer 12.000 inwoners die als bijnaam "Hovelingen" hebben.
Belangrijk evenement is de jaarlijkse St.-Godelieveprocessie, rond de heilige Godelieve van Gistel. Het ter hare ere opgerichte slotklooster, Abdij Ten Putte, is een van de bekendste West-Vlaamse bedevaartsoorden.
Gistel is ook bekend door zijn Flandriens: voormalig wielrenner Johan Museeuw, winnaar van onder andere de Ronde van Vlaanderen en Parijs-Roubaix, en Sylvère Maes, winnaar van onder andere de Ronde van Frankrijk in 1936 en 1939.

## Geschiedenis
In de naam Gistel ligt de ontwikkelingsgeschiedenis van het landschap en het contact tussen de polder- en zandstreek besloten. Gistel zou van het Germaanse ‘geest’ en ‘lo’ komen, wat betekent: open bos op hogere zandgrond, nabij moerassen. Gistel ligt dan ook op een oude zandheuvelrug met zowel in het noorden (richting zee) als in het zuiden (meer land inwaarts) lager gelegen gebieden.
Dat Gistel reeds vermeld zou staan in de 9e-eeuwse aantekeningen van de Noormannen staat ter discussie. Officieel neemt men aan dat de eerste documenten die Gistel vermelden uit de 10e eeuw zijn. Volgens deze documenten zou Gistel in deze periode een gunstige ligging hebben aan de zee (zie ook Walraversijde).
In de middeleeuwen was Gistel (ook wel een Gestella/Gistella of Ghistelle/Ghistelles/Ghestelle genoemd) een graaflijke heerlijkheid, Gistel-Ambacht van het geslacht Gistel. De groei van Gistel moet te danken zijn aan de bevaarbaarheid van een kreek, waardoor deze vooruitgeschoven plek langs de toenmalige grillige kustlijn, een strategische positie verwierf in de verdediging tegen de Noormannen. Zolang de kreek bevaarbaar bleef ontwikkelde Gistel zich tot een haven- en handelsnederzetting. In de 12e eeuw kende de stad al een versterkte vesting. In de 13e eeuw verwierf Gistel de stadsrechten.
Na ruim 400 jaar van grote bloei kreeg Gistel in 1488 een zware klap ingevolge de vernieling en plundering van de stad door de troepen van Maximiliaan van Oostenrijk tijdens de opstand van Vlaanderen tegen hem.
Op de oudst bekende kaart van Gistel (Jacob van Deventer, ca. 1570) zien we een stadsgracht die de stad omsluit met 6 toegangswegen. In het centrum bevindt zich het kasteel, de kerk, een motte en een tiental straatjes.
Halfweg de 16e eeuw kwam de baronie en bijhorende domeinen in handen van de Italiaanse familie Affaitati, kooplieden en bankiers die zich in Antwerpen hadden gevestigd. De Geuzenplunderingen in het Brugse Vrije en het daarop volgende beleg van Oostende zorgden ervoor dat de regio Gistel ontvolkte. Doordat de familie Affaititi op gespannen voet leefde met de lokale clerus zijn het vooral de aartshertogen Albrecht en Isabella die de heropbouw stimuleren tijdens het Twaalfjarig Bestand. Pas na de Tachtigjarige Oorlog investeerde de familie fors in Gistel en werd het een waar bedevaartsoord rond de heilige Godelieve.
Met de aanleg van de steenweg Oostende-Wijnendale (18e eeuw) en de spoorweg Oostende-Torhout, spoorlijn 62 (19e eeuw), kreeg Gistel nieuwe economische impulsen en kende de stad een groei rond de genoemde verkeersknooppunten. Bijvoorbeeld Alfred Ronse stichtte werkhuizen voor onder andere molenbouw. De realisatie van E40 (A18) verhoogde de bereikbaarheid van Gistel in belangrijke mate. Met een eigen industrieterrein en bruisend handelscentrum werd voorkomen dat Gistel een slaapstad zou worden van Oostende.

## Kernen

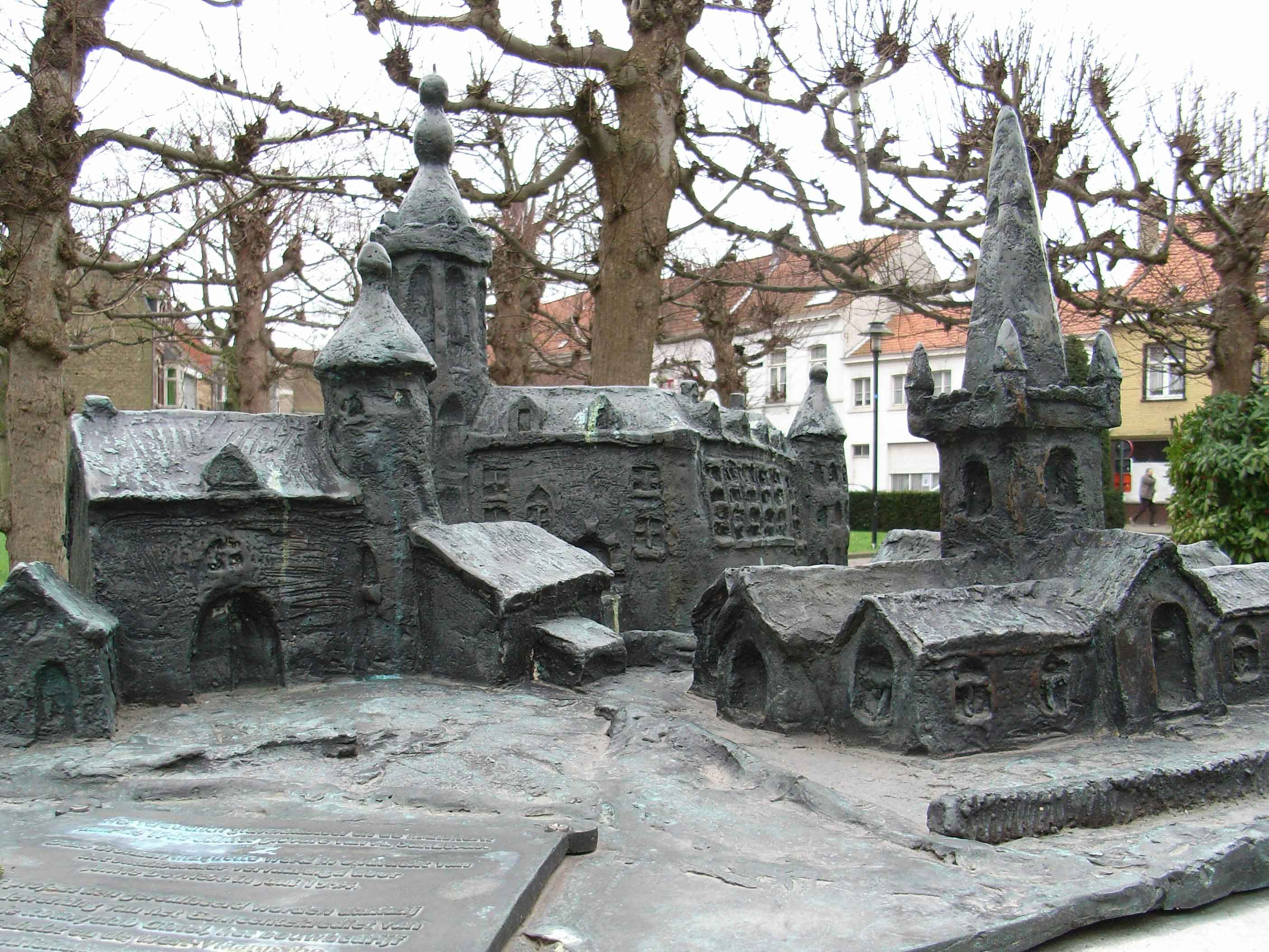
Maquette van het verdwenen Gravenkasteel en Kruiskerk

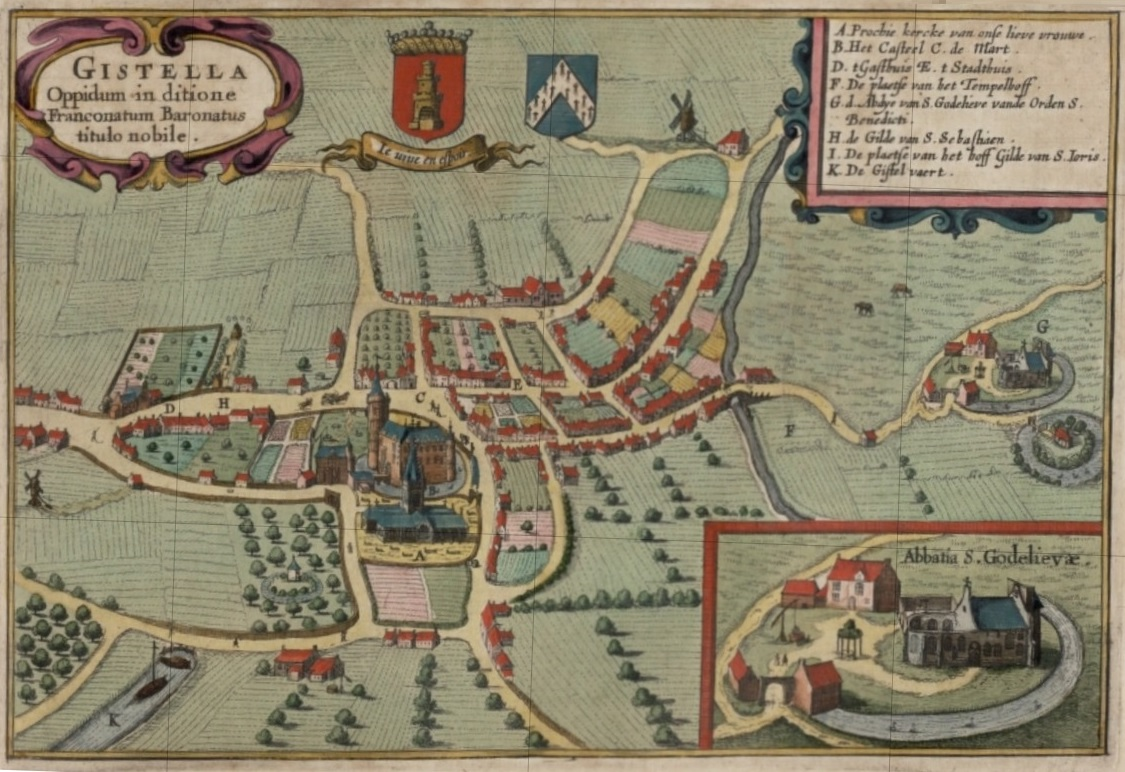
Gistel in de eerste helft van de 17e eeuw (afbeelding uit Flandria illustrata, 1641). Het noorden is beneden.

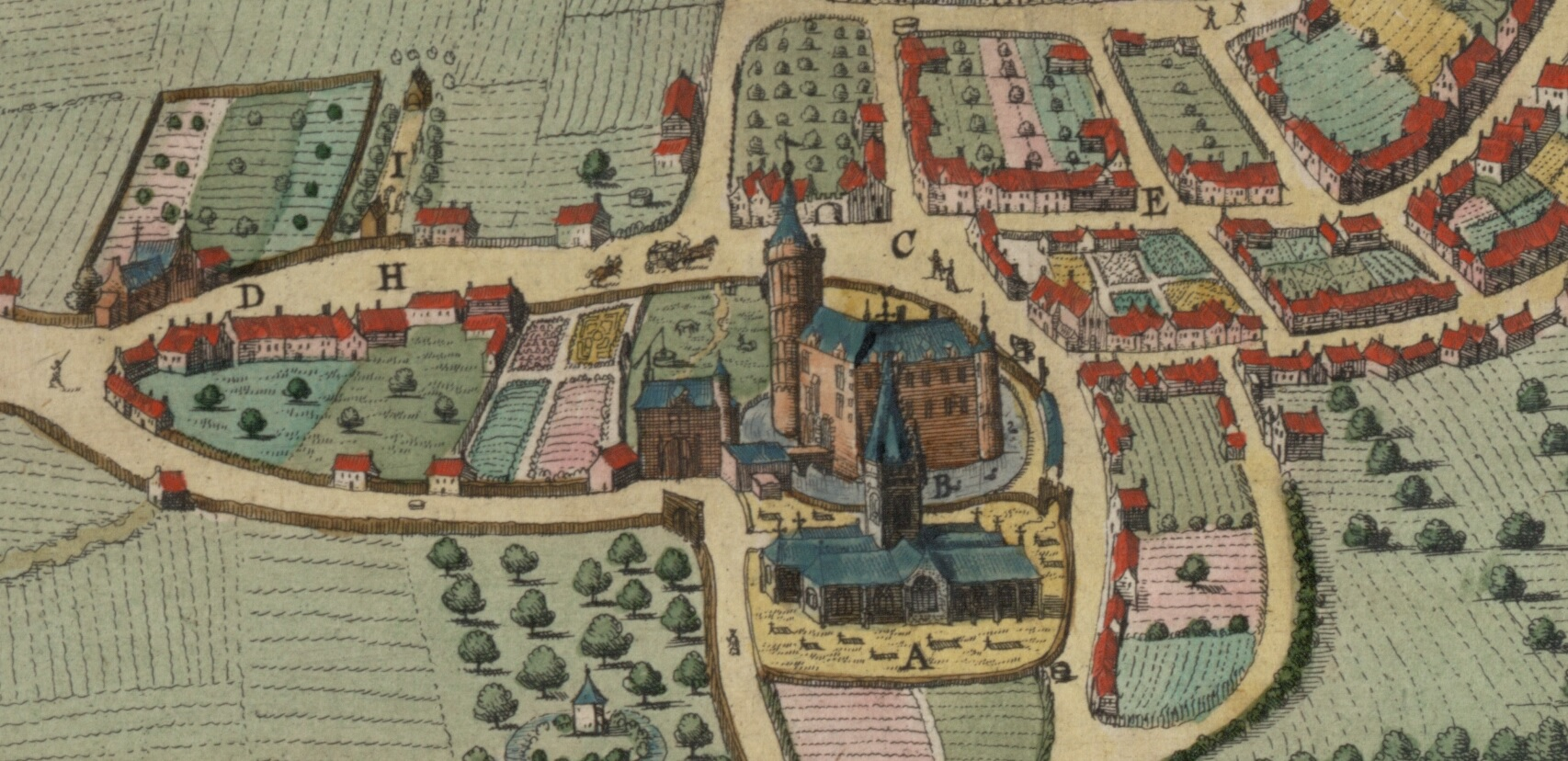
Detailafbeelding centrum Gistel (Flandria illustrata, 1641). Het noorden is beneden.

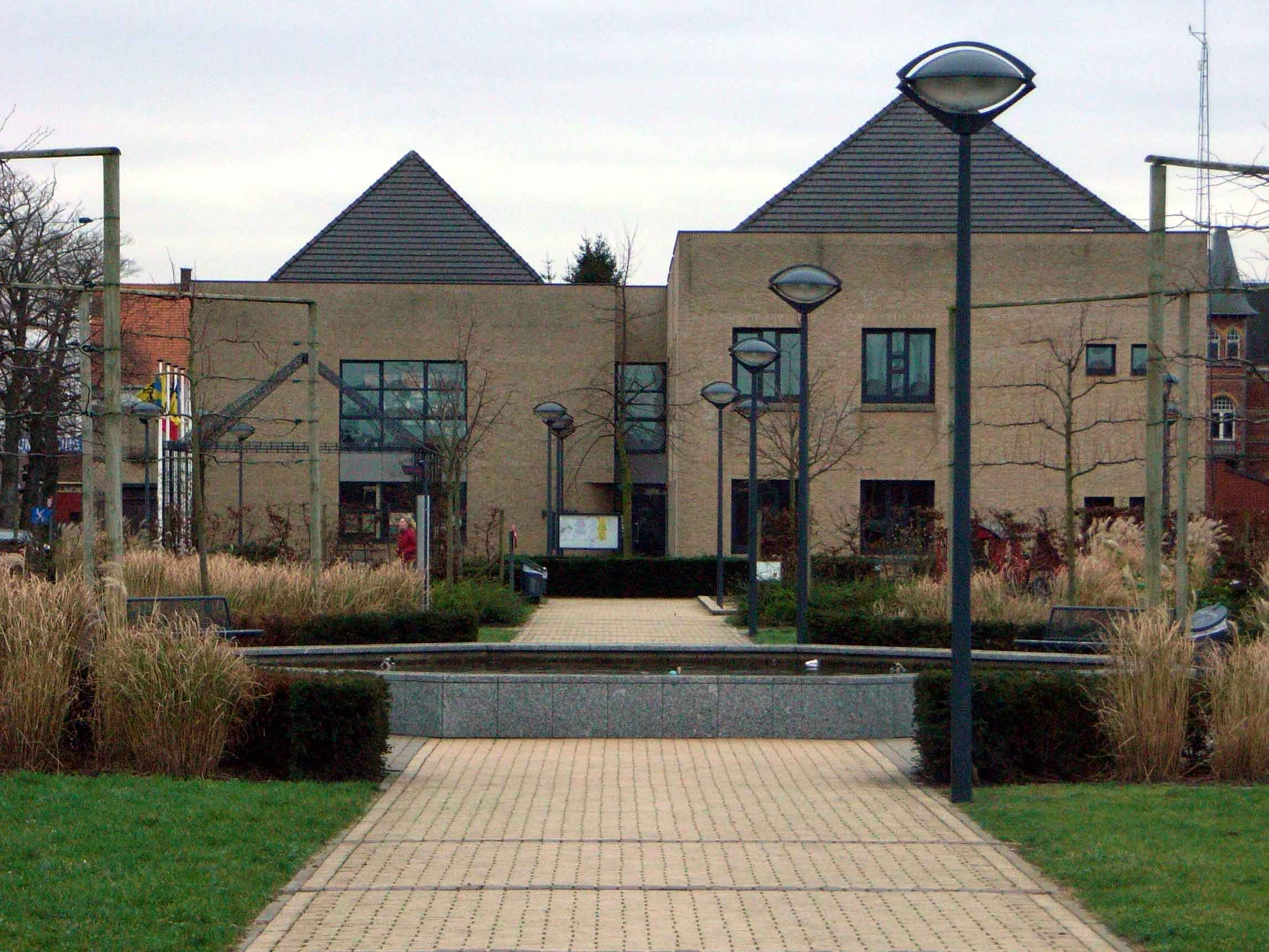
Administratief Centrum

Naast de stedelijk hoofdgemeente Gistel zijn ook de landelijke dorpen Moere, Snaaskerke en Zevekote deelgemeenten van Gistel. Moere en Zevekote waren voor 1971 zelfstandige gemeenten terwijl Snaaskerke in 1977 bij Gistel werd gevoegd.
| #   | Naam       | Oppervlakte (km²) | Bevolking (1/1/2023) |
| --- | ---------- | ----------------- | -------------------- |
| I   | Gistel     | 16,88             | 9.061                |
| II  | Moere      | 9,84              | 1.240                |
| III | Zevekote   | 6,91              | 688                  |
| IV  | Snaaskerke | 8,62              | 1.275                |

Bron: provincies.incijfers.be
De gemeente Gistel grenst aan de volgende dorpen:
- a. Oudenburg (stad Oudenburg)
- b. Westkerke (stad Oudenburg)
- c. Eernegem (gemeente Ichtegem)
- d. Koekelare (gemeente Koekelare)
- e. Zande (gemeente Koekelare)
- f. Sint-Pieters-Kapelle (gemeente Middelkerke)
- g. Slijpe (gemeente Middelkerke)
- h. Leffinge (gemeente Middelkerke)
- i. Stene (stad Oostende)
- j. Zandvoorde (stad Oostende)

## Demografie

### Demografische evolutie voor de fusie
- Bron:NIS - Opm: 1831 t/m 1970=volkstellingen op 31 december; 1976= inwoneraantal per 31 december
- 1971: aanhechting van Moere en Zevekote (+16,75 km² met 1.722 inwoners)

### Demografische ontwikkeling van de fusiegemeente
Alle historische gegevens hebben betrekking op de huidige gemeente, inclusief deelgemeenten, zoals ontstaan na de fusie van 1 januari 1977.
- Bronnen:NIS, Opm:1831 tot en met 1981=volkstellingen; 1990 en later= inwonertal op 1 januari

| Inwoners van jaar tot jaar op 1 januari 1992 tot heden | Inwoners van jaar tot jaar op 1 januari 1992 tot heden | Inwoners van jaar tot jaar op 1 januari 1992 tot heden |
| jaar                                                   | Aantal                                                 | Evolutie: 1992=index 100                               |
| ------------------------------------------------------ | ------------------------------------------------------ | ------------------------------------------------------ |
| 1992                                                   | 10.133                                                 | 100,0                                                  |
| 1993                                                   | 10.270                                                 | 101,4                                                  |
| 1994                                                   | 10.324                                                 | 101,9                                                  |
| 1995                                                   | 10.449                                                 | 103,1                                                  |
| 1996                                                   | 10.527                                                 | 103,9                                                  |
| 1997                                                   | 10.611                                                 | 104,7                                                  |
| 1998                                                   | 10.799                                                 | 106,6                                                  |
| 1999                                                   | 11.001                                                 | 108,6                                                  |
| 2000                                                   | 11.085                                                 | 109,4                                                  |
| 2001                                                   | 11.147                                                 | 110,0                                                  |
| 2002                                                   | 11.199                                                 | 110,5                                                  |
| 2003                                                   | 11.162                                                 | 110,2                                                  |
| 2004                                                   | 11.184                                                 | 110,4                                                  |
| 2005                                                   | 11.159                                                 | 110,1                                                  |
| 2006                                                   | 11.125                                                 | 109,8                                                  |
| 2007                                                   | 11.170                                                 | 110,2                                                  |
| 2008                                                   | 11.383                                                 | 112,3                                                  |
| 2009                                                   | 11.702                                                 | 115,5                                                  |
| 2010                                                   | 11.727                                                 | 115,7                                                  |
| 2011                                                   | 11.782                                                 | 116,3                                                  |
| 2012                                                   | 11.792                                                 | 116,4                                                  |
| 2013                                                   | 11.871                                                 | 117,2                                                  |
| 2014                                                   | 11.826                                                 | 116,7                                                  |
| 2015                                                   | 11.753                                                 | 116,0                                                  |
| 2016                                                   | 11.851                                                 | 117,0                                                  |
| 2017                                                   | 12.021                                                 | 118,6                                                  |
| 2018                                                   | 12.063                                                 | 119,0                                                  |
| 2019                                                   | 12.178                                                 | 120,2                                                  |
| 2020                                                   | 12.166                                                 | 120,1                                                  |
| 2021                                                   | 12.107                                                 | 119,5                                                  |
| 2022                                                   | 12.106                                                 | 119,5                                                  |
| 2023                                                   | 12.265                                                 | 121,0                                                  |
| 2024                                                   | 12.244                                                 | 120,8                                                  |
| 2025                                                   | 12.117                                                 | 119,6                                                  |

## Bezienswaardigheden

### St.-Godelieveprocessie
Het stadje Gistel is zonder twijfel de bakermat van de Godelieveverering in Vlaanderen en Noord-Frankrijk. Hoogtepunt in de verering is de St.-Godelieveprocessie. Deze gaat uit door het stadscentrum op de eerste zondag na 6 juli.

### Abdij Ten Putte
Op het einde van de elfde eeuw werd op de plaats van de dood van Godelieve van Gistel een vrouwenklooster gesticht. De abdij is een van de meest bezochte West-Vlaamse bedevaartsoorden. Thans wonen er broeders en zusters van de congregatie "Moeder van Vrede".

### Sint-Godelievemuseum
Het Sint-Godelievemuseum is gelegen binnen de muren van abdij Ten Putte.

### Onze-Lieve-Vrouwekerk

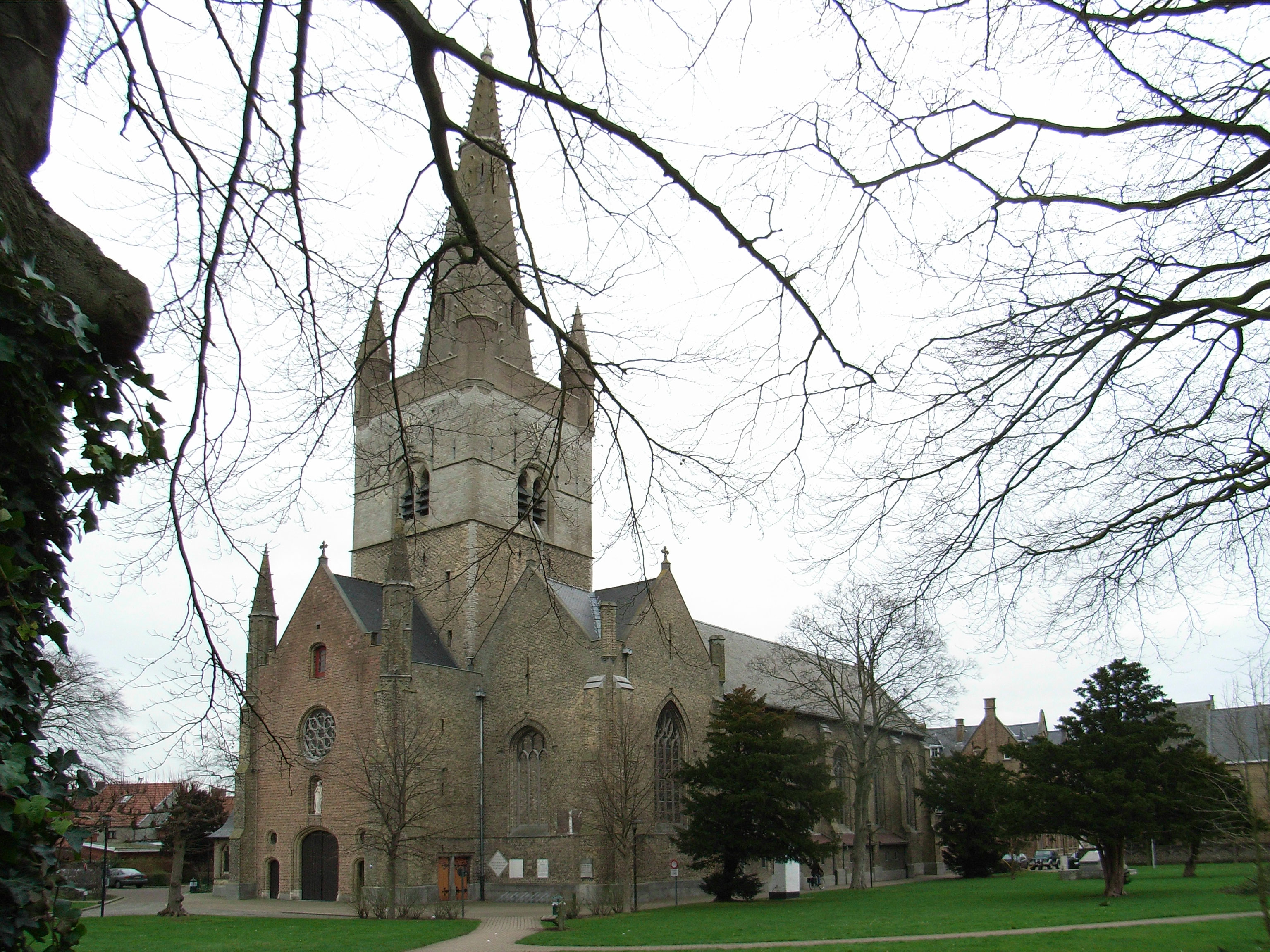
Onze-Lieve-Vrouwekerk

Het stadspark wordt beheerst door de 78 meter hoge, neogotische Onze-Lieve-Vrouwekerk.
In 1488 brandde de gotische kerk van Gistel uit als gevolg van de Vlaamse Opstand tegen Maximiliaan. Twaalf jaar later werd gestart met de bouw van een nieuwe in laatgotische stijl. Deze kerk werd in 1853 gesloopt opdat ze te bouwvallig was. Enkel de toren bleef behouden en werd geïntegreerd in een neogotische kerk. Eind 19e eeuw was ook de torenspits te bouwvallig en moest deze ook gesloopt worden. Pas in de jaren 70 werd er een nieuwe gebouwd gebaseerd op plannen van begin 20ste eeuw. De toren wordt ook weleens 'gouden toren’ genoemd.
De rechterbeuk is volledig gewijd aan de heilige Godelieve. Men vindt er onder andere een praalgraf, een barokke Godelievealtaar, reliekschrijnen en een regenput.
De linkerbeuk is gewijd aan Onze-Lieve-Vrouw met een barok altaar, brandglasramen, een houtgesculpteerde preekstoel van 1730 en enkele grootse schilderijen.

### Wandel- en fietspaden
Gistel wordt doorkruist door de Groene 62, het provinciaal fietspad op de oude spoorwegbedding, en door fietssnelweg F39, het fietspad op de noordoever van het kanaal Plassendale - Nieuwpoort.

### Oostmolen
Aan de oostelijke rand van het stadscentrum bevindt zich de site van de Oostmolen, een typische Vlaamse staakmolen.

### MolenDe Meerlaan
Molen De Meerlaan is een kleine staakmolen op een hoge ronde bakstenen voet met zwichtstelling.
Deze molen werd in 1933 gebouwd en is in zoverre uniek in België (en Europa) omdat het de oudste nog bestaande windmolen is voor elektriciteitsopwekking waar de installatie nog van bestaat.

### Windpark
Het Windpark Gistel E40 is sinds 2007 een rij van zes windturbines van 2,3 MW langs de snelweg (ten oosten van de afrit Gistel), waarvan vier van GISLOM (Aspiravi nv). een van BeauVent/Ecopower en een van Electrawinds.

### Britanniahoeve
"Britanniahoeve", modelhoeve naar Engels voorbeeld gebouwd in 1855 naar ontwerp van de Franse architect H. Horeau, door aannemer Alderwereldt en op initiatief van agronoom Pieter Bortier. Hij zou gronden van de "Kloosterhoeve" (cf. Abdij Ten Putte) afscheiden om er een modelhoeve naar Engels model op te richten. Hij realiseerde een uitgekiend systeem gericht op veeteelt en graanproductie: stallingen met gierkelders in een U-vorm rondom het erf, verbonden via voederwagonnetjes op rails. Een bietenstokerij en silo's ten westen bij de hoeve aansluitend zorgde voor organische meststoffen. Een echte schuur ontbrak op het erf... de schoven werden op wagonnetjes bewaard en vertrokken zo rechtstreeks naar de dorsmachine, aangedreven door een stoommachine. Er waren tevens paardenstallen, een voederkeuken, een museum met landbouwkundige bibliotheek enz.

## Natuur en landschap
Gistel ligt op de grens van de West-Vlaamse polderstreek en Zandig Vlaanderen op een hoogte van 4 tot 8 meter. Ten zuiden van Gistel is nog een strook polderland te vinden, ook wel de Golf van Gistel genaamd, waarin Moere is gelegen. Ten zuiden van Gistel ligt het Grootgeleed.

## Politiek

### Structuur
| Gistel           | Gistel           | Supranationaal         | Nationaal                         | Nationaal                         | Gemeenschap               | Gewest                    | Provincie                 | Arrondissement            | Provinciedistrict | Kanton          | Gemeente        |
| ---------------- | ---------------- | ---------------------- | --------------------------------- | --------------------------------- | ------------------------- | ------------------------- | ------------------------- | ------------------------- | ----------------- | --------------- | --------------- |
| Administratief   | Niveau           | Europese Unie          | België                            | België                            | Vlaanderen                | Vlaanderen                | West-Vlaanderen           | Oostende                  | Oostende          | Oostende        | Gistel          |
| Administratief   | Bestuur          | Europese Commissie     | Belgische regering                | Belgische regering                | Vlaamse regering          | Vlaamse regering          | Deputatie                 | Deputatie                 | Deputatie         | Deputatie       | Gemeentebestuur |
| Administratief   | Raad             | Europees Parlement     | Kamer van Volksvertegenwoordigers | Kamer van Volksvertegenwoordigers | Vlaams Parlement          | Vlaams Parlement          | Provincieraad             | Provincieraad             | Provincieraad     | Provincieraad   | Gemeenteraad    |
| Kiesomschrijving | Kiesomschrijving | Nederlands Kiescollege | Kieskring West-Vlaanderen         | Kieskring West-Vlaanderen         | Kieskring West-Vlaanderen | Kieskring West-Vlaanderen | Kieskring West-Vlaanderen | Oostende-Veurne-Diksmuide | Oostende          | Gistel          | Gistel          |
| Verkiezing       | Verkiezing       | Europese               | Federale                          | Federale                          | Vlaamse                   | Vlaamse                   | Provincieraads-           | Provincieraads-           | Provincieraads-   | Provincieraads- | Gemeenteraads-  |

### Burgemeesters
- ?-? : Désiré Serruys (liberaal)
- ?-? : Théodore-Frédéric Ernest Heyvaert (liberaal)
- 1885-1914 : Delphin Depuydt
- 1914-1933 : Camiel Adriaens
- 1933-... : Alfred Ronse
- ? : Alberic Eeckhout
- 1982-1988 : Maurits Zwaenepoel (VU)
- 1989-1994 : Redgy Tulpin (SP)
- 1995-2006 : Roland Defreyne (Open Vld)
- 2007-2018 : Bart Halewyck (CD&V)
- 2019-heden Gauthier Defreyne (Open Vld)

#### 2024
Na de verkiezingen van oktober 2024 bleef Gauthier Defreyne (Open Vld) burgemeester van Gistel, een functie die hij sinds januari 2019 uitoefent. Hij vormde een coalitie bestaande uit zijn lijst Team Burgemeester en Vooruit, die samen beschikken over een meerderheid van 13 op 23 zetels.

### Resultaten gemeenteraadsverkiezingen sinds 1976
| Partij of kartel     | Partij of kartel                                       | 10-10-1976 | 10-10-1976 | 10-10-1982 | 10-10-1982 | 9-10-1988 | 9-10-1988 | 9-10-1994 | 9-10-1994 | 8-10-2000 | 8-10-2000 | 8-10-2006 | 8-10-2006 | 14-10-2012 | 14-10-2012 | 14-10-2018 | 14-10-2018 | 13-10-2024 | 13-10-2024 |
| Stemmen / Zetels     | Stemmen / Zetels                                       | %          | 21         | %          | 21         | %         | 21        | %         | 21        | %         | 21        | %         | 21        | %          | 21         | %          | 23         | %          | 23         |
| -------------------- | ------------------------------------------------------ | ---------- | ---------- | ---------- | ---------- | --------- | --------- | --------- | --------- | --------- | --------- | --------- | --------- | ---------- | ---------- | ---------- | ---------- | ---------- | ---------- |
|                      | SP1/ sp.a2/ Vooruit3                                   | 22,951     | 5          | 22,511     | 5          | 18,471    | 4         | 19,081    | 4         | 23,291    | 5         | 16,422    | 3         | 15,522     | 3          | 12,22      | 2          | 14,1 3     | 3          |
|                      | Groen1/ Samen GistelA                                  | -          |            | -          |            | -         |           | -         |           | -         |           | -         |           | 6,67       | 0          | 7,2        | 1          | 31,0A      | 8          |
|                      | CVP1/ CD&V2/ Samen GistelA                             | 50,111     | 12         | 30,021     | 8          | 26,641    | 6         | 18,431    | 4         | 24,141    | 5         | 26,572    | 7         | 27,052     | 7          | 27,42      | 7          | 31,0A      | 8          |
|                      | VU1/ VU&ID2/ N-VA3                                     | 14,231     | 2          | 17,711     | 4          | 20,351    | 5         | 16,541    | 4         | 18,42     | 3         | 13,03     | 2         | 18,453     | 4          | 9,53       | 2          | 9,1 3      | 1          |
|                      | PVV1/ Gistel20002/ VLD3/ Open Vld4/ Team Burgemeester5 | -          |            | 5,31       | 0          | 17,862    | 4         | 25,793    | 6         | 34,173    | 8         | 32,413    | 8         | 28,424     | 7          | 35,84      | 10         | 36,7 5     | 10         |
|                      | Vlaams Belang                                          | -          |            | -          |            | -         |           | -         |           | -         |           | 8,28      | 1         | 3,88       | 0          | 7,9        | 1          | 9,1        | 1          |
|                      | GEMB                                                   | -          |            | -          |            | -         |           | 11,62     | 2         | -         |           | -         |           | -          |            | -          |            | -          |            |
|                      | VISIE                                                  | -          |            | -          |            | -         |           | 8,54      | 1         | -         |           | -         |           | -          |            | -          |            | -          |            |
|                      | KVD                                                    | -          |            | 19,76      | 4          | 11,21     | 2         | -         |           | -         |           | -         |           | -          |            | -          |            | -          |            |
|                      | Welzijn                                                | 12,71      | 2          | -          |            | -         |           | -         |           | -         |           | -         |           | -          |            | -          |            | -          |            |
| Anderen(*)           | Anderen(*)                                             | -          |            | 4,71       | 0          | 5,48      | 0         | -         |           | -         |           | 3,31      | 0         | -          |            | -          |            | -          |            |
| Totaal stemmen       | Totaal stemmen                                         | 6491       | 6491       | 6953       | 6953       | 7256      | 7256      | 7470      | 7470      | 7957      | 7957      | 8348      | 8348      | 8860       | 8860       | 9121       | 9121       | 6458       | 6458       |
| Opkomst %            | Opkomst %                                              |            |            |            |            | 95,52     | 95,52     | 94,91     | 94,91     | 94,93     | 94,93     | 97,16     | 97,16     | 95,58      | 95,58      | 95,4       | 95,4       | 67,5       | 67,5       |
| Blanco en ongeldig % | Blanco en ongeldig %                                   | 2,67       | 2,67       | 4,42       | 4,42       | 3,83      | 3,83      | 4,03      | 4,03      | 4,42      | 4,42      | 3,07      | 3,07      | 3,74       | 3,74       | 3,8        | 3,8        | 1,5        | 1,5        |

De rode cijfers naast de gegevens duiden aan onder welke naam de partijen telkens bij een verkiezing opkwamen.

De zetels van de gevormde meerderheid staan vetjes afgedrukt

(*) 1982: VIW (4,71%) / 1988: GOAL (3,14%), SPE (2,34%) / 2006: Soc. Democraten (3,31%)

## Geboren in Gistel
- Theodore Heyvaert (1834-1907), politicus en provinciegouverneur
- Pol Gernaey (1927-2005), doelman van K.E.G. Gistel, A.S.Oostende en Beerschot, Rode Duivel tussen 1953 en 1957
- Kamiel Adriaens (°1943), voormalig voorzitter van het Algemeen Boerensyndicaat
- André Denys (1948-2013), politicus en provinciegouverneur van Oost-Vlaanderen

## Bekende inwoners
- Johan Bonny, bisschop van Antwerpen
- Pieter Bortier, grootgrondbezitter en mensenvriend
- Marvin Gaye woonde begin jaren 80 een zestal maanden in Moere bij kunstenaar Charles Dumolin
- Wendy Huyghe, TMF-veejay
- Sylvère Maes, wielrenner, winnaar van onder andere de Ronde van Frankrijk
- Johan Museeuw, wielrenner, winnaar van onder andere de Ronde van Vlaanderen
- P.C. Paardekooper, Nederlands taalkundige
- Alfred Ronse junior, burgemeester, voorzitter van de provincieraad, molinoloog en zoon van Alfred Ronse
- Eugène Van Oye, Vlaams dichter en toneelschrijver

## Nabijgelegen kernen
Zevekote, Snaaskerke, Westkerke, Moere